# Polionemobius batavicus
Polionemobius batavicus är en insektsart som först beskrevs av Andrej Vasiljevitj Gorochov 1984.  Polionemobius batavicus ingår i släktet Polionemobius och familjen syrsor. Inga underarter finns listade i Catalogue of Life.